# Скалубо, Владимир Антонович
Владимир Антонович Скалубо (20.08.1930-16.12.1976)  — звеньевой колхоза «Белоруссия» Быховского района Могилёвской области, Герой Социалистического Труда (1966).

## Биография
Родился 20 августа 1930 года в деревне Лудчицы Лудчицкого сельсовета Быховского района Белорусской ССР. Член КПСС с 1968 г.
Окончил 4 класса Лудчицкой неполной средней школы. После освобождения села от немецкой оккупации участвовал в восстановлении колхоза. В 1944—1945 гг. учился в школе механизации сельского хозяйства в Могилёве и затем работал в Лудчицкой МТС на тракторе ХТЗ.
В 1951—1954 годах служил в Советской Армии, после увольнения в запас вернулся на прежнюю работу.
После упразднения МТС в 1958 году — тракторист лудчицкого колхоза «Белоруссия». Выступил инициатором внедрения комплексной механизации на возделывании новой пропашной культуры — сахарной кукурузы.
С весны 1964 г. звеньевой комплексного звена (в составе 4 человек) по выращиванию кукурузы на силос и картофеля. В первый же год получил урожайность 210 центнеров клубней с гектара на площади 50 га. Себестоимость центнера составила всего 1 рубль 87 копеек — в несколько раз меньше закупочной цены.
Указом Президиума Верховного Совета СССР от 30 апреля 1966 года за успехи, достигнутые в увеличении производства и заготовок картофеля, присвоено звание Героя Социалистического Труда.
В последующем его звено вышло на рубеж в 300 центнеров с гектара при себестоимости центнера 1 рубль 40 копеек.
В 1975 г. по состоянию здоровья перешёл на должность заведующего колхозными мастерскими по ремонту сельскохозяйственной техники.
Скоропостижно умер 16 декабря 1976 года. Похоронен в родной деревне.